# José Padilla Sánchez
José Padilla Sánchez (Almería, 23 mei 1889 – Madrid, 25 oktober 1960) was een Spaans componist, dirigent en pianist.

## Levensloop
Zijn eerste muziekles kreeg Padilla Sánchez van de dirigent van de Banda Municipal de Almería. Later ging hij naar Madrid en studeerde aan het Real Conservatorio Superior de Música de Madrid, onder andere orkestdirectie bij José Rivera y Miró. In Madrid was hij onder andere ook assistent van Tomás Bretón Hernández, Jerónimo Jiménez y Bellido en Amadeo Vives. Zijn studies voltooide hij in Italië.
In Madrid was hij spoedig in het theaterleven geïntroduceerd en schreef in 1906 een werk La mala hembra, een zarzuela in een akte op een libretto van Ventura de la Vega die veel succes scoorde. Het volgden verdere sainetes en revistas (revue's) zoals in 1909 Juan Miguel en Los viejos verdes, die hij samen met Joaquín "Quinito" Valverde Sanjuán componeerde en in 1917 Luzbel samen met Miguel Nieto. Hij schreef in Madrid ook een opera La Faraona op een libretto van Mantilla de los Rios.
Later ging hij naar Barcelona en werd bekend met de muzikant en schilder Pablo Picasso. In 1914 ging hij naar Buenos Aires, Argentinië en werd directeur en dirigent van het orkest van de Compañía de Ursula López. Maar al spoedig was hij weer in Europa en ging naar Parijs waar hij bekend werd met Carlos Gardel en Maurice Chevalier. In Parijs schreef hij twee operettes Pépète in 1924 en Symphonie portugaise in 1949. Verder componeerde hij daar populaire liederen voor revues in het Moulin Rouge en Folies Bergère zoals "El relicario", "La violetera", "Ca C'Est Paris", "Nuit De Orient", "Violette Di Parma" en de paso doble "Valencia", die hem internationale bekendheid brachten.
Tot zijn oeuvre behoren ook een ode aan zijn geboortestad, de Himno de Almería op een tekst van Alvarez de Sotomayor, maar ook religieuze werken.

## Composities

### Werken voor orkest
- 1925 Valencia, paso-doble
- La Danseuse de Marrakech

### Werken voor harmonieorkest
- 1914 El relicario, pasodoble - tekst: Armando Olivares en Josep M. Castellví
- 1915 La Violetera - tekst: Eduardo Montesinos
- 1925 Valencia, paso-doble uit de zarzuela «La bien amada»
- 1951 Himno a la Virgen del Mar, voor samenzang en harmonieorkest
- Himno de Almería, voor samenzang en harmonieorkest

### Muziektheater

#### Opera's
| Voltooid in | titel      | aktes | première | libretto             |
| ----------- | ---------- | ----- | -------- | -------------------- |
|             | La Faraona |       |          | Mantilla de los Rios |

#### Zarzuelas
| Voltooid in | titel                                                                               | aktes  | première                       | libretto                                               |
| ----------- | ----------------------------------------------------------------------------------- | ------ | ------------------------------ | ------------------------------------------------------ |
| 1906        | El centurión                                                                        |        |                                | Miguel Mihura, J. Navarro                              |
| 1906        | La mala hembra                                                                      | 1 akte |                                | Ventura de la Vega                                     |
| 1907        | El héroe del cortijo                                                                |        |                                | Ramón Sánchez Saracaga                                 |
| 1908        | La presidiaria                                                                      |        |                                | Ventura de la Vega                                     |
| 1908        | La titiritera                                                                       |        |                                | Juan García Revenga, Victoriano García Revenga         |
| 1909        | Juan Miguel                                                                         |        |                                |                                                        |
| 1909        | Los viejos verdes - (samen met: Joaquín "Quinito" Valverde Sanjuán)                 |        |                                |                                                        |
| 1910        | El heredero del trono                                                               |        |                                | Lope de Haro                                           |
| 1911        | El alegre Manolín                                                                   |        |                                | Miguel Mihura, Emilio González del Castillo            |
| 1911        | Los apaches                                                                         |        |                                | Antonio González Rendón                                |
| 1911        | El divino juguete                                                                   |        |                                | Enrique Quilis Pastor                                  |
| 1911        | Las pícaras faldas                                                                  |        |                                | Miguel Mihura, Ricardo González del Toro               |
| 1911        | El pueblo del peleón                                                                |        |                                | Miguel Mihura, Ricardo González del Toro               |
| 1913        | La plebe (samen met: Luis Foglietti)                                                |        |                                | Manuel Fernández Palomero                              |
| 1916        | La corte del Amor                                                                   |        |                                | Manuel Fernández Palomero                              |
| 1916        | Miguelín                                                                            |        | 1916, Barcelona, Teatro Tívoli |                                                        |
| 1917        | Luzbel                                                                              |        | 1917, Barcelona, Teatro Tívoli | José Aguado Pérez en Miguel Nieto                      |
| 1917        | Sabino, el trapisonda                                                               |        |                                | Armando Oliveros, José María Castellvi                 |
| 1918        | El secreto de la paz                                                                |        |                                | José Ramón Franquet                                    |
| 1923        | Sol de Sevilla                                                                      |        | 1923, Barcelona, Teatro Tívoli | José Andrés de la Pradera                              |
| 1924        | La bien amada                                                                       |        | 1924, Barcelona, Teatro Tívoli | José Andrés de la Pradera                              |
| 1925        | Sol y caireles - (samen met: Pascual Marquina Narro)                                |        |                                |                                                        |
| 1927        | Charivarí - (samen met: Rafael Martínez Valls, Vicenç Quirós en Llorenç Torres Nin) |        |                                | J. Viñas, Germaine de Valois en Josep Maria de Sagarra |
| 1934        | Los inviolables                                                                     |        |                                | José Silva Aramburu                                    |
| 1939        | La Giralda                                                                          |        |                                | Serafín Álvarez Quintero en Joaquín Álvarez Quintero   |
| 1941        | La Violetera de la prada                                                            |        |                                |                                                        |
| 1950        | La hechichera en Palacio                                                            |        |                                |                                                        |
| 1956        | Chacha, Rodríguez y su padre                                                        |        |                                | José Muñoz Román                                       |

#### Operettes
| Voltooid in | titel                | aktes | première | libretto |
| ----------- | -------------------- | ----- | -------- | -------- |
| 1924        | Pépète               |       |          |          |
| 1949        | Symphonie Portugaise |       |          |          |

#### Balletten
| Voltooid in | titel             | aktes | première | libretto | choreografie |
| ----------- | ----------------- | ----- | -------- | -------- | ------------ |
|             | Fantasía andaluza |       |          |          |              |

#### Revista (Revue)
- 1935 Mucho ciudado con la Lola